# I liga czeska w rugby (2018)
I liga czeska w rugby (2018) – dwudziesta piąta edycja drugiej klasy rozgrywkowej w rugby union w Czechach. Zawody odbywały się w dniach 8 kwietnia – 28 października 2018 roku.
W zawodach triumfował zespół RC Zlín.

## System rozgrywek
Początkowo planowane było rozegranie mistrzostw w trzynastozespołowej obsadzie w sezonie 2017/2018. Zawody zostały ostatecznie przeprowadzone w systemie podobnym do poprzedniego sezonu, jednak w okresie wiosna-jesień. Jedenaście uczestniczących drużyn (tym razem bez zespołów rezerw klubów z Ekstraligi) zostało podzielonych na dwie geograficznie wydzielone grupy: siedmio- i czterozespołową. Rywalizowały one w pierwszej fazie systemem kołowym, po czym czołowa trójka z każdej z grup awansowała do drugiej fazy rozgrywek nazwanej Národní liga. Stawką drugiej części sezonu, rozegranej ponownie systemem kołowym zakończonej finałem, był natomiast awans do najwyższej klasy rozgrywkowej. Pozostałe zespoły w drugiej części sezonu ponownie zmierzyły się systemem kołowym w ramach jednej grupy.
Ogłoszenie terminarza poszczególnych faz rozgrywek nastąpiło w lutym 2018 i sierpniu 2018 roku.

## Drużyny
| Skupina Čechy       | Skupina Čechy        |
| Klub                | Miasto               |
| ------------------- | -------------------- |
| RC Přelouč          | Přelouč              |
| RC České Budějovice | Czeskie Budziejowice |
| RK Petrovice        | Petrovice, Praga 10  |
| ARC Iuridica        | Praga                |
| RC Rakovník         | Rakovník             |
| RC Karlovy Vary     | Karlowe Wary         |
| Šumava Nýrsko       | Nýrsko               |

| Skupina Morava          | Skupina Morava         |
| Klub                    | Miasto                 |
| ----------------------- | ---------------------- |
| TJ Sokol Mariánské Hory | Mariánské Hory–Ostrawa |
| RC Brno Bystrc          | Brno                   |
| RC Havířov              | Hawierzów              |
| RC Zlín                 | Zlin                   |

## Wiosna

### Skupina Čechy
| Nr           | Data         | Mecz                                     | Wynik        |             | Nr          | Data                                 | Mecz        | Wynik |
| I. kolejka   | I. kolejka   | I. kolejka                               | I. kolejka   | II. kolejka | II. kolejka | II. kolejka                          | II. kolejka |       |
| ------------ | ------------ | ---------------------------------------- | ------------ | ----------- | ----------- | ------------------------------------ | ----------- | ----- |
| 1            | 08.04.2018   | RC České Budějovice – Šumava Nýrsko      | 74:7         | 4           | 15.04.2018  | ARC Iuridica Praha – RC Karlovy Vary | 81:10       |       |
| 2            | 08.04.2018   | RK Petrovice – RC Karlovy Vary           | 111:0        | 5           | 15.04.2018  | Šumava Nýrsko – RK Petrovice         | 21:91       |       |
| 3            | 08.04.2018   | ARC Iuridica Praha – RC Rakovník         | 67:12        | 6           | 15.04.2018  | RC Přelouč – RC České Budějovice     | 29:17       |       |
| III. kolejka | III. kolejka | III. kolejka                             | III. kolejka | IV. kolejka | IV. kolejka | IV. kolejka                          | IV. kolejka |       |
| 7            | 29.04.2018   | RK Petrovice – RC Přelouč                | 21:55        | 10          | 06.05.2018  | Šumava Nýrsko – RC Rakovník          | 64:5        |       |
| 8            | 29.04.2018   | ARC Iuridica Praha – Šumava Nýrsko       | 92:0         | 11          | 06.05.2018  | RC Přelouč – ARC Iuridica Praha      | 81:19       |       |
| 9            | 29.04.2018   | RC Rakovník – RC Karlovy Vary            | 30:40        | 12          | 06.05.2018  | RC České Budějovice – RK Petrovice   | 60:19       |       |
| V. kolejka   | V. kolejka   | V. kolejka                               | V. kolejka   | VI. kolejka | VI. kolejka | VI. kolejka                          | VI. kolejka |       |
| 13           | 20.05.2018   | ARC Iuridica Praha – RC České Budějovice | 17:46        | 16          | 13.05.2018  | RC Přelouč – RC Karlovy Vary         | –           |       |
| 14           | 20.05.2018   | RC Rakovník – RC Přelouč                 | 12:91        | 17          | 27.05.2018  | RC České Budějovice – RC Rakovník    | 79:5        |       |
| 15           | 20.05.2018   | Šumava Nýrsko – RC Karlovy Vary          | 50:12        | 18          | 27.05.2018  | RK Petrovice – ARC Iuridica Praha    | 58:15       |       |
| VII. kolejka |              |                                          |              |             |             |                                      |             |       |
| 19           | 10.06.2018   | RC Rakovník – RK Petrovice               | 34:39        |             |             |                                      |             |       |
| 20           | 10.06.2018   | RC České Budějovice – RC Karlovy Vary    | 50:19        |             |             |                                      |             |       |
| 21           | 27.05.2018   | Šumava Nýrsko – RC Přelouč               | 5:98         |             |             |                                      |             |       |

### Skupina Morava
| Nr           | Data         | Mecz                                     | Wynik        |             | Nr          | Data                                     | Mecz        | Wynik |
| I. kolejka   | I. kolejka   | I. kolejka                               | I. kolejka   | II. kolejka | II. kolejka | II. kolejka                              | II. kolejka |       |
| ------------ | ------------ | ---------------------------------------- | ------------ | ----------- | ----------- | ---------------------------------------- | ----------- | ----- |
| 1            | 15.04.2018   | SR Sokol Mariánské Hory – RC Zlín        | 13:39        | 3           | 29.04.2018  | RC Zlín – RC Havířov                     | 57:32       |       |
| 2            | 15.04.2018   | RC Brno Bystrc – RC Havířov              | 30:0         | 4           | 29.04.2018  | SR Sokol Mariánské Hory – RC Brno Bystrc | 30:10       |       |
| III. kolejka | III. kolejka | III. kolejka                             | III. kolejka | IV. kolejka | IV. kolejka | IV. kolejka                              | IV. kolejka |       |
| 5            | 06.05.2018   | RC Brno Bystrc – RC Zlín                 | 0:26         | 7           | 20.05.2018  | RC Zlín – SR Sokol Mariánské Hory        | 34:0        |       |
| 6            | 06.05.2018   | RC Havířov – SR Sokol Mariánské Hory     | 31:18        | 8           | 20.05.2018  | RC Havířov – RC Brno Bystrc              | 30:0        |       |
| V. kolejka   | V. kolejka   | V. kolejka                               | V. kolejka   | VI. kolejka | VI. kolejka | VI. kolejka                              | VI. kolejka |       |
| 9            | 27.05.2018   | RC Havířov – RC Zlín                     | 14:20        | 11          | 10.06.2018  | RC Zlín – RC Brno Bystrc                 | 29:27       |       |
| 10           | 27.05.2018   | RC Brno Bystrc – SR Sokol Mariánské Hory | 41:37        | 12          | 10.06.2018  | SR Sokol Mariánské Hory – RC Havířov     | 31:29       |       |

## Jesień

### Národní liga
| Nr           | Data         | Mecz                                          | Wynik        |             | Nr          | Data                                   | Mecz        | Wynik |
| I. kolejka   | I. kolejka   | I. kolejka                                    | I. kolejka   | II. kolejka | II. kolejka | II. kolejka                            | II. kolejka |       |
| ------------ | ------------ | --------------------------------------------- | ------------ | ----------- | ----------- | -------------------------------------- | ----------- | ----- |
| 1            | 09.09.18     | RC Zlín – RK Petrovice                        | 78:05        | 4           | 16.09.18    | RK Petrovice – RC České Budějovice     | 0:77        |       |
| 2            | 09.09.18     | RC Přelouč – SR Sokol Mariánské Hory          | 84:14        | 5           | 16.09.18    | SR Sokol Mariánské Hory – RC Havířov   | 15:34       |       |
| 3            | 02.09.18     | RC Havířov – RC České Budějovice              | 31:14        | 6           | 16.09.18    | RC Zlín – RC Přelouč                   | 35:28       |       |
| III. kolejka | III. kolejka | III. kolejka                                  | III. kolejka | IV. kolejka | IV. kolejka | IV. kolejka                            | IV. kolejka |       |
| 7            | 30.09.18     | RC Přelouč – RK Petrovice                     | 87:22        | 10          | 07.10.18    | RK Petrovice – SR Sokol Mariánské Hory | 14:63       |       |
| 8            | 23.09.18     | RC Havířov – RC Zlín                          | 12:17        | 11          | 07.10.18    | RC Zlín – RC České Budějovice          | 50:31       |       |
| 9            | 30.09.18     | RC České Budějovice – SR Sokol Mariánské Hory | 44:28        | 12          | 07.10.18    | RC Přelouč – RC Havířov                | 28:17       |       |
| V. kolejka   |              |                                               |              |             |             |                                        |             |       |
| 13           | 21.10.18     | RC Havířov – RK Petrovice                     | 30:00        |             |             |                                        |             |       |
| 14           | 21.10.18     | RC České Budějovice – RC Přelouč              | 15:19        |             |             |                                        |             |       |
| 15           | 21.10.18     | SR Sokol Mariánské Hory – RC Zlín             | 23:34        |             |             |                                        |             |       |

Mecz o 1. miejsce
| 28 października 201814:00 | RC Zlín | 24:17 | RC Přelouč | Stadion mládeže, Zlin |
| 28 października 201814:00 |         | 24:17 |            | Stadion mládeže, Zlin |

Mecz o 3. miejsce
| 28 października 201813:00 | RC Havířov | 29:17 | RC České Budějovice | Hawierzów |
| 28 października 201813:00 |            | 29:17 |                     | Hawierzów |

### 2. liga
| Nr | Data     | Mecz                               | Wynik  |
| -- | -------- | ---------------------------------- | ------ |
| 1  | 09.09.18 | ARC Iuridica Praha – RC Rakovník   | 67:12  |
| 2  | 16.09.18 | RC Rakovník – Šumava Nýrsko        | 20:45  |
| 3  | 30.09.18 | Šumava Nýrsko – RC Brno Bystrc     | 21:45  |
| 4  | 07.10.18 | ARC Iuridica Praha – Šumava Nýrsko | 41:12  |
| 5  | 22.10.18 | RC Rakovník – RC Brno Bystrc       | 12:100 |